# ネストル・オルティゴサ
ネストル・エセキエル・オルティゴサ（Néstor Ezequiel Ortigoza, スペイン語発音: [ˈnestoɾ ortiˈɣosa], 1984年10月7日 - ）は、アルゼンチン・ブエノスアイレス州サン・アントニオ・デ・パドゥア出身の元パラグアイ代表サッカー選手。現役時代のポジションはミッドフィールダー。

## 経歴

### クラブ
2004年にAAアルヘンティノス・ジュニアーズで選手となった。2005年にCAヌエバ・チカゴにレンタル移籍。2007年にはトップチームの主要メンバーになり、2009年にクラウディオ・ボルギが監督に就任するとレギュラーの座を確保した。2009-10シーズンのクラウスーラ制覇では19試合中17試合出場3得点の結果を残し、アルゼンチン年間最優秀選手に輝いた。
2011年には220万ドルでCAサン・ロレンソ・デ・アルマグロに3年契約で移籍した。2012年7月には1年契約でエミレーツ・クラブにレンタル移籍を果たした。
2016-17シーズン限りでサン・ロレンソを退団することが決定。2017年6月20日のCAバンフィエルド戦では、自身の背番号に因み前半20分にサポーターから感謝の意が表された。翌シーズンよりクルブ・オリンピアと2年契約を締結した。

### 代表
アルゼンチンで生まれたものの、父親の出自はパラグアイであり、彼はパラグアイ国籍を申請する資格を持っていた。そして、パラグアイ代表監督のヘラルド・マルティーノは彼の招集に興味を抱いていた。
2009年4月8日に彼はパラグアイ国籍を取得し、パラグアイ代表としての出場が可能になった。2010 FIFAワールドカップ・南米予選のベネズエラ戦及びコロンビア戦で初招集を受けた。2010 FIFAワールドカップ本戦にも出場した。2014年10月14日に行われた中国戦で初得点を達成した。

## 代表歴

### 出場大会
- パラグアイ代表
  - 2010 FIFAワールドカップ

### 試合数
- 国際Aマッチ 33試合 1得点（2009年-2016年）[8]

| パラグアイ代表 | 国際Aマッチ | 国際Aマッチ |
| 年             | 出場        | 得点        |
| -------------- | ----------- | ----------- |
| 2009           | 2           | 0           |
| 2010           | 7           | 0           |
| 2011           | 9           | 0           |
| 2012           | 0           | 0           |
| 2013           | 0           | 0           |
| 2014           | 3           | 1           |
| 2015           | 8           | 0           |
| 2016           | 4           | 0           |
| 通算           | 33          | 1           |

### 得点
| No | 日附           | 場所                 | 対戦相手 | 得点 | 結果 | 大会     |
| -- | -------------- | -------------------- | -------- | ---- | ---- | -------- |
| 1  | 2014年10月14日 | 長沙市, 賀竜体育中心 | 中国     | 1-2  | 1-2  | 親善試合 |

## タイトル

### クラブ
アルヘンティノス
- プリメーラ・ディビシオン : 2010クラウスーラ

エミレーツ・クラブ
- UAEファーストディヴィジョンリーグ : 2012-13

サン・ロレンソ
- プリメーラ・ディビシオン : 2013イニシアル
- コパ・リベルタドーレス : 2014
- スーペルコパ・アルヘンティーナ : 2015

ロサリオ・セントラル
- コパ・アルヘンティーナ : 2018

### 個人
- アルゼンチン年間最優秀選手 : 2010